# Brypoctia ramuscula
Brypoctia ramuscula is een vlinder uit de familie van de Houtboorders (Cossidae). De wetenschappelijke naam van de soort is voor het eerst gepubliceerd in 1906 door Harrison Gray Dyar Jr..
De soort komt voor in de  Verenigde Staten (Texas).